# Frederik Ferdinand Ulrich
Frederik Ferdinand Ulrich, född den 16 april 1818 i Köpenhamn, död den 20 februari 1917, var en dansk läkare och politiker.
Ulrich var en social drivkraft i det sena 1800-talets Danmark. Genom sina insatser med sparbanker, folkbibliotek, folkhögskolor, bruksföreningar och byggnadsföreningar, bidrog han till att etablera många kooperativ och samarbeten människor emellan. 
Han blev utbildad till läkare med examen 1840. Han arbetade under en period som skribent på tidningen Danevirke. Efter att Napoleon III vägrat Danmark hjälp i Dansk-tyska kriget, kom han att ändra sitt namn till Ulrik, som klingar mer danskt. Han började hjälpa sina fattiga landsmän, och de fick honom att bland annat bilda Arbejdernes Byggeforening 1865. Som borgerrepræsentant i Sundhedskommissionen arbetade han för hygienupplysning bland fattiga. 1869 utgav han skriften: Ved hvilke Midler bør Fattigdommen modarbejdes? Hans mest betydande insats var dock att medgrunda Radikale Venstre. 

## Utmärkelser
- Dannebrogsmännens hederstecken,  1877[3]
- Kommendör av Dannebrogorden,  1902[3]

[Redigera Wikidata]